# Clovis III
Clovis III, né vers 670 et mort à une date inconnue, est le roi des Francs d'Austrasie de 675 à 676. Reconnu imposteur, il est déchu peu après son ascension au trône.

## Biographie
À la suite de l'assassinat de Childéric II en 675, son frère cadet Thierry III lui succède en Neustrie sous l'influence de Léger, évêque d'Autun. En Austrasie néanmoins, Ébroïn, ancien maire du palais destitué en 673, s'empare du pouvoir et proclame comme roi le jeune Clovis, un enfant de cinq ans. Il s'oppose ainsi à Thierry III et au maire du palais de Neustrie Wulfoald.
Ébroïn et ses alliés prétendent que Clovis est le fils de Clotaire III, frère aîné de Childéric et Thierry. La Vie de saint Léger affirme qu'il s'agit d'un mensonge, bien qu'il n'y ait rien d'invraisemblable à cela, puisque Clotaire avait environ vingt ans à sa mort. Le nom de Clovis n'est pas non plus inhabituel, car les premiers-nés chez les Mérovingiens portaient souvent le nom de leur grand-père, et le père de Clotaire était Clovis II. Cependant, lorsque Thierry III eut un fils en 677, il l'appela Clovis et cela peut être vu comme une preuve que la Vie de saint Léger est correcte et que son frère n'a jamais eu de fils portant ce nom.
L'institution d'un roi mérovingien légitime en la personne de Clovis III permettait à Ébroïn de donner des ordres juridiques légitimés par le pouvoir royal et de lever une armée. Toutefois, face à l'absence d'appui, Ébroïn renonce à soutenir Clovis en échange du titre de maire du palais de Neustrie. Les Austrasiens opposés à Ebroïn et à l'union avec la Neustrie ne reconnaissent cependant pas Thierry III et intronisent le roi Dagobert II entre le 2 avril et le 30 juin 676. Clovis III est déposé, il est sans doute envoyé dans un monastère où il meurt à une date inconnue.

## Monnayage
Certaines pièces ont été attribuées au court règne de Clovis III. Ces attributions, suggérées pour la première fois par Jean Lafaurie en 1956, ont été acceptées par Egon Felder et Philip Grierson. Un trémissis en or portant l'inscription "CHLODOVIO RIX" et le nom du monnayeur, Eborino, lui appartient probablement. Bien qu'il ait peut-être été frappé sous Clovis IV, il n'existe aucune preuve de la poursuite de la frappe de pièces d'or dans les royaumes francs au-delà des années 670. De même, des trémissis d'or tardifs de Marseille portant le nom de Clovis appartiennent probablement à Clovis III. D'un point de vue stylistique, ces pièces ont beaucoup en commun avec celles de Dagobert II, qui portent au revers le motif de la croix sur les marches, à l'imitation de la monnaie byzantine.

## Sources
Vie de saint Léger évêque d'Autun (vers 680) :

« Tout cela fait, la vengeance divine ne tarda pas à porter son jugement sur Childéric : ses mœurs dissolues déplaisaient fort aux grands du palais ; et l'un d'eux qui le supportait plus impatiemment que les autres, le frappa d'un coup mortel, pendant que, dans une forêt, il chassait en pleine sécurité. [...] Théodoric, rentré en possession de son royaume, était en sûreté à Saint-Cloud, lorsqu'Ebroïn arriva subitement avec les Austrasiens. [...] Le maire du palais fut tué, et Ebroin fit ce crime, poussé par les mauvais conseils d'hommes diaboliques. [...] Ils prirent un certain enfant, qu'ils prétendirent fils de Clotaire, et proclamèrent roi d'Austrasie. Ils rassemblèrent ainsi autour d'eux et pour faire la guerre, beaucoup de gens à qui cela paraissait très vraisemblable. [...] Combien de gens trompés par cette feinte crurent que Théodoric était mort, et que Clovis était fils de Clotaire ! [...] Pendant que se passaient toutes ces choses, après le meurtre  de Childéric, après que les évêques et les grands de Neustrie et Burgondie, ayant rétabli Théodoric dans son royaume, furent revenus en paix chez eux, les méchants, de leur côté, levèrent une armée. [...] Cependant le méchant Ebroin, ne pouvant plus longtemps cacher son crime, abandonna le parti de son faux roi, afin de rentrer au palais de Théodoric. Il y fut reçu par une faction, et fut de nouveau créé maire du palais. »